# Bersagli
Bersagli (Targets) è un film del 1968 diretto da Peter Bogdanovich. È un film thriller statunitense con Tim O'Kelly, Boris Karloff e Arthur Peterson.

## Trama
Bobby Thompson, un agente assicurativo, ex veterano della guerra del Vietnam, che conduce una vita apparentemente tranquilla, dopo un banale diverbio uccide la sua giovane moglie, la madre e il ragazzo delle consegne nella propria casa. Successivamente inizia un tiro a segno nascosto sulla cima di una posizione sopraelevata, uccidendo e ferendo vari autisti, motociclisti e passanti. Quando arriva la polizia, l'uomo cambia postazione ed arriva in un drive-in, in cui continua a sparare alla gente, ferendo diversi spettatori. L'unico che tenta di affrontarlo è Byron Orlok.

## Produzione
Il film, diretto e prodotto da Peter Bogdanovich per la Saticoy Productions su una sceneggiatura dello stesso Bogdanovich e di Samuel Fuller e su un soggetto di Polly Platt e di Bogdanovich, fu girato a partire dal 27 novembre 1967 a Hollywood, a Los Angeles, a Reseda e nel Sepulveda Drive-In Theater (per la scena ambientata nella drive-in) a Los Angeles, California, con un budget stimato in 130.000 dollari.
Polly Platt, accreditata come scenografa e autrice del soggetto, era la moglie di Bogdanovich al tempo delle riprese del film. Lo stesso Bogdanovich interpreta in un ruolo minore Sammy Michaels.

## Distribuzione
Il film fu distribuito con il titolo Targets negli Stati Uniti dal 15 agosto 1968 (première a New York il 13 agosto) al cinema dalla Paramount Pictures.
Altre distribuzioni:
- in Svezia il 15 ottobre 1969 (Levande mål)
- in Danimarca il 13 marzo 1970 (Snigskytten)
- in Francia il 31 marzo 1971 (La cible)
- in Germania Ovest il 20 novembre 1972 (Bewegliche Ziele, in TV)
- in Spagna nel maggio del 1974 (El héroe anda suelto)
- in Italia (Bersagli)
- in Ungheria (Célpontok)
- in Turchia (Hedefler)
- in Argentina (Míralos morir)
- in Serbia (Mete)
- in Brasile (Na mira da morte)
- in Grecia (O 13os stohos)
- in Finlandia (Skott på levande mål)
- in Finlandia (Targets)
- in Polonia (Zywe tarcze)

## Critica
Così Il Mereghetti: "Il primo film di Bogdanovich è l'omaggio a un cinema ormai reso anacronistico dagli orrori "veri", ma che alla fine si prende una rivincita sulla realtà. Una parabola da cinefilo, a tratti gustosa e acuta".
Secondo il Morandini il film è un "thriller a basso costo, ma di alta tensione, con interessanti osservazioni sulla società americana".
Secondo Rudy Salvagnini (Dizionario dei film horror) il film si rivela essere "un'acuta riflessione sul rapporto tra il cinema horror (soprattutto quello classico) e gli orrori della realtà" con un Karloff "stanco, ma ancora pieno di carisma e di saggezza".

## Promozione
Le tagline sono:
- "TARGETS are people...and you could be one of them!".
- ""I just killed my wife and my mother. I know they'll get me. But before that, many more will die..."".